# Ken Park
Ken Park è un film del 2002 diretto da Larry Clark e Edward Lachman.
Ha partecipato alla 59ª Mostra internazionale d'arte cinematografica di Venezia, in concorso nella sezione Controcorrente e ha ricevuto una candidatura Golden Spike al Valladolid International Film Festival. Il film, il cui bilancio di previsione è stato di 1.300.000 dollari, è stato vietato in Australia.

## Trama
Tre ragazzi e una ragazza vivono a Visalia, nello Stato della California. Una mattina il giovane Ken Park (vero nome di uno skater professionista degli anni ottanta) si reca a bordo della sua tavola da skate nello skatepark cittadino. Una volta sedutosi, il ragazzo estrae dallo zaino una telecamera, puntando l'obiettivo verso il suo viso. Mentre registra la scena, Ken estrae dallo zaino una pistola, con la quale, mentre sorride, si suicida sparandosi alla tempia. La sua morte viene usata per impostare il resto del film, che segue le vicende di quattro altri ragazzi con cui Ken era solito uscire: Shawn, Claude, Peaches e Tate.
Shawn sta con una ragazza: in realtà ha anche una relazione abusiva con la madre di quest'ultima, Rhonda; all'infuori di lui e della donna, nessuno è a conoscenza della cosa.
Claude, amante dello skate, vive in una baracca fatiscente in balia del padre alcolizzato e omofobo che lo disprezza, definendolo poco virile; l'uomo passa il tempo a bere e trascura la moglie incinta; quando Claude fa notare il comportamento di suo padre a sua madre, quest'ultima invece di mettere alla porta l'uomo lo giustifica (arrivando a giustificare il tentato stupro da parte del padre, affermando che l'uomo è stato provocato), aumentando la frustrazione del ragazzo. Nonostante Claude tenti di evitare lo scontro fisico, suo padre, in preda all'alcol, lo maltratta quotidianamente, arrivando a fracassargli anche la sua unica tavola; quando una notte l'uomo, dopo essere tornato a casa completamente ubriaco, cerca di violentare Claude, che sta dormendo, cercando di avere un rapporto orale con lui, il ragazzo, dopo essersi svegliato di soprassalto ed averlo colpito, se ne va di casa.
Peaches, orfana di madre, vive da sola con il padre: quest'ultimo, un individuo strambo, pieno di manie ed estremamente religioso, è fermamente convinto che la ragazza sia la reincarnazione della sua amata moglie defunta, in quanto lei è nata subito dopo che il cuore di sua madre ha smesso di battere. Un giorno Peaches, estremamente repressa in quanto il padre le proibisce i rapporti sessuali, approfittando dell'assenza del genitore invita a casa un suo coetaneo, che poi lega consenzientemente al suo letto per avere un rapporto sessuale. Quando suo padre rientra prima del previsto e li sorprende, picchia violentemente il ragazzo inerme e punisce duramente la figlia, costringendola dapprima a pregare in ginocchio e poi a partecipare ad un incestuoso rituale di nozze con lui (nel quale si sposa con la sua stessa figlia), che è completamente impazzito.
Tate, un ragazzo sadico e mentalmente instabile, vive con i nonni e un cane con tre zampe che lui ha chiamato Zampa: nonostante i suoi nonni gli vogliano molto bene e lo trattino con affetto, lui ha atteggiamenti molto scortesi e scurrili verso di loro; in uno dei suoi deliri, si viene anche a sapere che è lui il responsabile della mutilazione del povero Zampa. Tate pratica regolarmente l'asfissia autoerotica per raggiungere l'orgasmo masturbandosi. Un giorno, In seguito ad un attacco di follia omicida, uccide i propri nonni nel loro letto; poi, prima di essere arrestato, indossa una delle loro dentiere. Successivamente Shawn, Claude e Peaches si incontrano e hanno un rapporto sessuale a tre, riprendendo il tutto senza problemi. In una loro conversazione poco dopo i tre menzionano un loro conoscente che è da poco morto ma di cui non ricordano il nome.
Nella scena finale si scopre che Ken Park ha messo incinta la sua ragazza, sta seduto a parlarle e al suo suggerimento di abortire, la giovane chiede a Ken se sia contento che sua madre non lo abbia abortito. Il ragazzo non risponde alla domanda e rimane in silenzio.

## Produzione
Clark scrisse la sceneggiatura di Ken Park, basandosi sulle sue esperienze personali e su quelle di persone reali conosciute nella sua adolescenza. Non soddisfatto delle prime stesure ingaggiò Harmony Korine per la stesura definitiva della quale Clark contribuì solo a modificare il finale originariamente scritto da Korine. Il film venne girato in 35 millimetri e con un budget complessivo di 1,3 milioni di dollari.